# Arthromeris nigropaleacea
Arthromeris nigropaleacea är en stensöteväxtart som beskrevs av S. G. Lu. Arthromeris nigropaleacea ingår i släktet Arthromeris och familjen Polypodiaceae. Inga underarter finns listade.